# Illa Cat
L'Illa Cat es troba en el centre de les Bahames i n'és un dels districtes, compta amb el punt a més alçària de les Bahames: el mont Alvernia a 63 m d'altitud.

## Descripció
Fins al 1925 aquesta illa s'havia conegut amb el nom d'illa de San Salvador (San Salvador Island), ja que es creia que es tractava de l'illa Guanahani. Des de 1925 San Salvador va passar a ser el nom, encara oficial, de l'illa Watling. Aquests canvis de nom reflecteixen la incertesa sobre el primer lloc exacte de desembarcament de Cristòfor Colom (el 12 d'octubre de 1492)
Compta, segons el cens del 2000, amb uns 1.600 habitants. La principal població és Arthur's Town lloc on passà la infantesa el famós actor negre Sidney Poitier. A l'illa Cat també hi va néixer el músic Tony McKay més conegut com a Exuma
Els primers colonitzadors europeus varen ser part dels que es van mantenir lleials al Regne Unit durant el procés d'independència dels Estats Units que hi arribaren el 1783. El nom de Cat prové del pirata Arthur Catt o potser de la gran quantitat de gats salvatges que hi havia.
Històricament l'economia es basava en el conreu del cotó, l'escorça de l'arbre anomenat localment cascarilla (Croton eluteria) s'exporta a Itàlia com un dels ingredients de la beguda alcohòlica anomenada Campari.